# 1974-es Formula–1 francia nagydíj
A francia nagydíj volt az 1974-es Formula–1 világbajnokság kilencedik futama.

## Futam
Franciaországban is Lauda szerezte meg a pole-t, ezúttal Peterson és Pryce előtt. A rajtnál az első két versenyző megtartotta helyezését, míg Pryce Hunttal és Reutemannal ütközött össze. Mindannyian kiestek, így Regazzonié lett a harmadik hely. Lauda és Peterson a verseny elején még harcolt az elsőségért, de később az osztráknak vibrációval kellett megküzdenie. Peterson így le tudta hagyni ellenfelét és 20 másodperc előnnyel győzött. Lauda célba ért másodikként, Regazzoni harmadik lett.
| Helyezés | #  | Versenyző             | Csapat/Motor      | Körök | Idő/Kiesés oka | Rajthely | Pontszám |
| -------- | -- | --------------------- | ----------------- | ----- | -------------- | -------- | -------- |
| 1        | 1  | Ronnie Peterson       | Lotus-Ford        | 80    | 1:21:55,02     | 2        | 9        |
| 2        | 12 | Niki Lauda            | Ferrari           | 80    | + 20,36        | 1        | 6        |
| 3        | 11 | Clay Regazzoni        | Ferrari           | 80    | + 27,84        | 4        | 4        |
| 4        | 3  | Jody Scheckter        | Tyrrell-Ford      | 80    | + 28,11        | 7        | 3        |
| 5        | 2  | Jacky Ickx            | Lotus-Ford        | 80    | + 37,54        | 13       | 2        |
| 6        | 6  | Denny Hulme           | McLaren-Ford      | 80    | + 38,14        | 11       | 1        |
| 7        | 33 | Mike Hailwood         | McLaren-Ford      | 79    | + 1 kör        | 6        |          |
| 8        | 4  | Patrick Depailler     | Tyrrell-Ford      | 79    | + 1 kör        | 9        |          |
| 9        | 20 | Arturo Merzario       | Iso Marlboro-Ford | 79    | + 1 kör        | 15       |          |
| 10       | 14 | Jean-Pierre Beltoise  | BRM               | 79    | + 1 kör        | 17       |          |
| 11       | 10 | Vittorio Brambilla    | March-Ford        | 79    | + 1 kör        | 16       |          |
| 12       | 17 | Jean-Pierre Jarier    | Shadow-Ford       | 79    | + 1 kör        | 12       |          |
| 13       | 26 | Graham Hill           | Lola-Ford         | 78    | + 2 kör        | 21       |          |
| 14       | 37 | François Migault      | BRM               | 78    | + 2 kör        | 22       |          |
| 15       | 27 | Guy Edwards           | Lola-Ford         | 77    | + 3 kör        | 20       |          |
| 16       | 28 | John Watson           | Brabham-Ford      | 76    | + 4 kör        | 14       |          |
| Kiesett  | 5  | Emerson Fittipaldi    | McLaren-Ford      | 27    | Motorhiba      | 5        |          |
| Kiesett  | 7  | Carlos Reutemann      | Brabham-Ford      | 24    | Meghajtás      | 8        |          |
| Kiesett  | 19 | Jochen Mass           | Surtees-Ford      | 4     | Kuplung        | 18       |          |
| Kiesett  | 16 | Tom Pryce             | Shadow-Ford       | 1     | Ütközés        | 3        |          |
| Kiesett  | 15 | Henri Pescarolo       | BRM               | 1     | Kuplung        | 19       |          |
| Kiesett  | 24 | James Hunt            | Hesketh-Ford      | 0     | Ütközés        | 10       |          |
| NK       | 22 | Vern Schuppan         | Ensign-Ford       |       |                |          |          |
| NK       | 8  | Rikky von Opel        | Brabham-Ford      |       |                |          |          |
| NK       | 34 | Carlos Pace           | Brabham-Ford      |       |                |          |          |
| NK       | 21 | Jean-Pierre Jabouille | Iso Marlboro-Ford |       |                |          |          |
| NK       | 9  | Hans-Joachim Stuck    | March-Ford        |       |                |          |          |
| NK       | 18 | José Dolhem           | Surtees-Ford      |       |                |          |          |
| NK       | 23 | Leo Kinnunen          | Surtees-Ford      |       |                |          |          |
| NK       | 43 | Gérard Larrousse      | Brabham-Ford      |       |                |          |          |

## Statisztikák
Vezető helyen:
- Niki Lauda: 16 (1-16)
- Ronnie Peterson: 64 (17-80)

Ronnie Peterson 6. győzelme, Niki Lauda 5. pole-pozíciója, Jody Scheckter 1. leggyorsabb köre.
- Lotus 56. győzelme.

Jean-Pierre Jabouille első versenye.